# SIG Sauer
SIG Sauer is een merknaam van twee dochterbedrijven die zich richten op het ontwerp en de fabricage van vuurwapens. Het oorspronkelijke bedrijf, SIG Sauer GmbH, is een Zwitsers-Duits wapenfabrikant die werd opgericht in 1976 als partnerschap tussen de Schweizerische Industrie Gesellschaft (SIG) en J.P. Sauer & Sohn.
In 1985 werd de merknaam SIGARMS opgericht voor de import en distributie van vuurwapens in de Verenigde Staten. Het bedrijf werd in 2007 hernoemd naar Sig Sauer Inc. en opereert als aparte bedrijfsdivisie.
Sinds 2000 is het bedrijf overgenomen door L&O Holding, waaronder ook de dochterfirma's SIG Sauer GmbH & Co KG, en SWISS ARMS.

## Producten
Het bedrijf produceert handvuurwapens en geweren voor privé, politie, en militaire toepassingen. Daarnaast maakt het bedrijf ook jachtgeweren en luchtdrukpistolen.

### Pistolen
- SIG Sauer X-serie
- SIG P210
- SIG P220
- SIG Sauer P226
- SIG Sauer P227
- SIG Sauer P229
- SIG Sauer P320
- SIG SP 2022

### Repeteerwapen
- SIG Sauer SSG 3000
- STR 200

### Automatische wapens
- SIG MCX
- SIG MPX
- SIG M400
- SIG 516
- SIG 716
- SIG SG 550
- SIG 551
- SIG 553
- SG SAPR

## Nederlandse politie
In 2011 werd na een aanbesteding bekendgemaakt dat de 42.000 verouderde en uit productie genomen Walther P5 en de Glock 17 (arrestatieteams) dienstwapens van de Nederlandse politie vervangen zouden worden door de SIG Sauer PPNL (PolitiePistool NederLand), een aangepaste versie van de SIG Sauer P250 DCc. Met deze opdracht waren tientallen miljoenen euro's gemoeid. Nadat bezwaren van concurrenten in een kort geding afgewezen waren werd tot aankoop besloten. Echter, toen uit testen bleek dat het wapen niet voldoende betrouwbaar was, is deze gunning alsnog geannuleerd en werd besloten om in plaats daarvan de Walther P99Q aan te schaffen.